# Apogon aureus

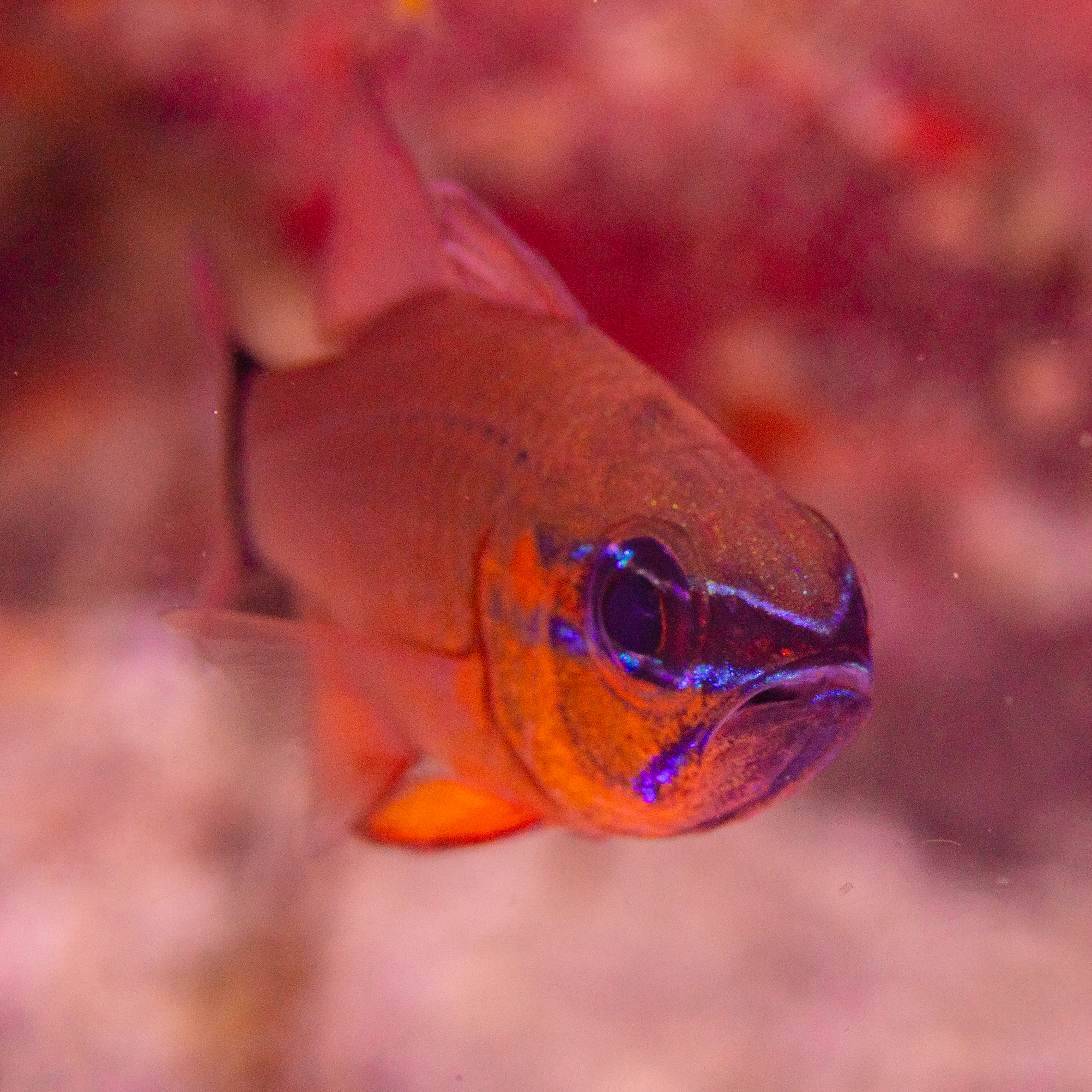
Vista frontal.

Apogon aureus es una especie de pez de la familia de los apogónidos en el orden de los perciformes.

## Morfología
Los machos pueden alcanzar los 14,5 cm de longitud total.

## Distribución geográfica
Se encuentran desde el Mar Rojo y el África Oriental hasta Papúa Nueva Guinea, Japón, Australia y Nueva Caledonia.

## Observaciones
Se puede confundir fácilmente con Apogon fleurieu.